# Dekoder.org
Dekoder.org (Eigenschreibung: дekoder oder dekoder bzw. dekoder.org) ist eine seit 2015 bestehende deutsche Internetplattform, die russischen und belarussischen Journalismus in deutscher Übersetzung mit kontextualisierenden Beiträgen europäischer Wissenschaftler veröffentlicht. Der Slogan der Website lautete bei der Gründung 2015 Russland entschlüsseln, seit November 2020 Russland und Belarus entschlüsseln. Die russischsprachige Version ging 2019 online und hat das Motto читая Европу („Europa lesen“). Der Gründer des Projekts ist Martin Krohs (ausgeschieden 2017), seit 2017 ist Anton Himmelspach Geschäftsführer. Von 2016 bis 2023 war Tamina Kutscher die Chefredakteurin. Getragen wird das gemeinnützige Projekt von der dekoder-gGmbH mit Sitz in Hamburg.

## Ziele
dekoder hat sich zum Ziel gesetzt, die im deutschsprachigen Raum geführten Russland- und Belarus-Debatten durch journalistische Stimmen aus den Ländern selbst zu bereichern und diese Stimmen durch Kontextualisierung für nicht-russischsprachige Leser verständlich zu machen. Ein besonderes Augenmerk liegt hierbei auf unabhängigen, nicht vom russischen/belarussischen Staat finanzierten und kontrollierten Internet-Medien (siehe Pressefreiheit in Russland, Medien in Russland, Presse in Belarus).

## Formate
dekoder übersetzt Beiträge aus unabhängigen belarussischen und russischen Medien wie Republic, Kommersant, Nowaja gaseta. Begriffe und Phänomene, die im deutschsprachigen Raum nicht allgemein bekannt sind, werden von Wissenschaftlern aus deutschen und europäischen Forschungsinstituten in eigenen Hintergrundtexten erklärt. Diese nach wissenschaftlichen Standards verfassten Hintergrundtexte werden auf der Website von dekoder Gnosen (von griechisch gnosis ‚Erkenntnis‘) genannt. Übersetzungen und Gnosen sind durch Crosslinks miteinander verbunden; eine dynamische Bildschirmdarstellung ermöglicht das Hin-und-Herwechseln zwischen den beiden Sparten. dekoder bezeichnet sich aufgrund der engen Verschränkung von Journalismus und Wissenschaft als ein hybrides Format. dekoder veröffentlicht zudem regelmäßig Debattenschauen zu aktuellen Themen mit übersetzten Textabschnitten unabhängiger wie auch staatlicher russischer Medien, Formate mit Fotostrecken junger russischer, belarussischer und auch ukrainischer Fotografen, interaktive Infografiken und Themen-Dossiers.

## Trägerschaft und Finanzierung
Die dekoder-gGmbH als Trägerorganisation ist eine gemeinnützige GmbH mit den Satzungszielen Völkerverständigung und Bildung. Das Projekt wird durch Spenden getragen, das Internet-Angebot ist kostenfrei. Das Portal nimmt keine Förderung von Parteistiftungen an. dekoder wird von sechs festangestellten Mitarbeitern betreut (Journalisten, Wissenschaftler und Übersetzer); auf der Seite sind Beiträge von mehr als 100 Übersetzern und Wissenschaftlern zu finden, die als freie Mitarbeiter mit dem Projekt kooperieren.

## Erwähnungen und Auszeichnungen
Das Medium Magazin hat dekoder im Februar 2016 in die Top Ten der besten journalistischen Projekte des Jahres 2015 gewählt (Gründer Martin Krohs in der Kategorie Entrepreneur). 2016 wurde dekoder mit dem Grimme Online Award in der Kategorie „Information“ ausgezeichnet. Am 17. Juni 2021 wurde dekoder ein weiteres Mal mit dem Grimme Online Award ausgezeichnet, diesmal in der Kategorie „Spezial“ für das Format „dekoder Specials“. Im selben Jahr erhielt dekoder außerdem den Sonderpreis des Karl-Wilhelm-Fricke-Preises. Das geschichtswissenschaftliche Fachportal H-Soz-Kult konstatiert, dass die Nachfrage nach differenzierten Einschätzungen und Hintergrundwissen über Belarus, Russland und die Ukraine seit dem Angriff Russlands auf die Ukraine im Februar 2022 Hochkonjunktur habe und fährt fort: „Dekoder gelingt es, diesen Bedarf in vielfältiger Weise zu decken und verschiedene Perspektiven zu bieten, ohne die Leser:innen zu überfahren oder hilflos zurückzulassen. Es ist eine besondere Leistung dieser Plattform, zu simple Perspektiven auf den postsowjetischen Raum, aber auch auf die Dynamiken des Krieges zu korrigieren.“
Dekoder wurde im Juni 2024 in Russland eine unerwünschte Organisation.